# Lijst van moskeeën in Spanje en Gibraltar
Deze lijst omvat moskeeën in Spanje en Gibraltar.
| Naam                                       | Afbeelding | Stad                   | Regio       | Inhuldiging | Stijl | Opmerkingen |
| ------------------------------------------ | ---------- | ---------------------- | ----------- | ----------- | ----- | --- |
| Al-Andalus Moskee                          |            | Málaga                 | Andalusië   | 2008        | Moors | |
| Al-Baida-moskee                            |            | Puebla de Don Fadrique | Andalusië   | 2001        | Moors | Het ook wel Alqueria de los Rosales-moskee genoemd.                                                             |
| Al Fateh-moskee                            |            | Vilafranca del Penedès | Catalonië   | 2017        | Moors | |
| Alforkan Moskee                            |            | Bilbao                 | Baskenland  | 2012        |       | Het is de grootste moskee van Baskenland.                                                                       |
| Almorabito Moskee                          |            | Córdoba                | Andalusië   | 1992        |       | |
| An-Nur-moskee                              |            | Castejón               | Navarra     | 2017        | Moors | |
| Arrahma-moskee                             |            | Alicante               | Valencia    | 1991        |       | Het ook wel Alicante-moskee genoemd.                                                                            |
| Baitur Rahman-moskee                       |            | La Pobla de Vallbona   | Valencia    | 2013        |       | Dit is een moskee van de ahmadiyya's.                                                                           |
| Badr-moskee                                |            | Pamplona               | Navarra     |             |       | |
| Basharat-moskee                            |            | Pedro Abad             | Andalusië   | 1982        |       | Dit is een moskee van de ahmadiyya's.                                                                           |
| Centrale Moskee van Madrid                 |            | Madrid                 | Madrid      | 1988        |       | - De moskee staat ook wel gekend als Abu Bakr-moskee. - Het is de eerste moskee in Madrid sinds de reconquista. |
| Centrale Moskee van Melilla                |            | Melilla                | Melilla     | 1947        |       | |
| Don Benito-moskee                          |            | Don Benito             | Extremadura | 2020        |       | Het wordt ook wel Islamitisch Cultureel Centrum Abdulaziz bin Ibrahim Al Ibrahim genoemd.                       |
| Fuengirola Moskee                          |            | Fuengirola             | Andalusië   | 1994        |       | |
| Ibrahim-al-Ibrahim-moskee                  |            | Gibraltar              | Gibraltar   | 1997        |       | |
| Islamitisch Cultureel Centrum van Madrid   |            | Madrid                 | Madrid      | 1992        |       | - De moskee wordt ook wel M-30 moskee genoemd. - Het is de grootste moskee van Madrid.                          |
| Islamitisch Cultureel Centrum van Valencia |            | Valencia               | Valencia    | 1994        |       | De moskee wordt ook wel Grote Moskee van Valencia genoemd.                                                      |
| Koning Abdulaziz Moskee                    |            | Marbella               | Andalusië   | 1981        |       | |
| Koning Fahd Moskee                         |            | Marbella               | Andalusië   | 1985        |       | |
| Moskee van de Andalusiërs                  |            | Córdoba                | Andalusië   | 1994        | Moors | |
| Moskee van de Goede Overeenkomst           |            | Melilla                | Melilla     | 1927        | Moors | Het is de oudste moskee in de Plazas de soberanía.                                                              |
| Moskee van Granada                         |            | Granada                | Andalusië   | 2003        | Moors | Het is de eerste moskee in Granada sinds de reconquista.                                                        |
| Muley El-Mehdi Moskee                      |            | Ceuta                  | Ceuta       | 1940        | Moors | Het is de grootste moskee in Ceuta.                                                                             |
| Pasaje Recreo Alto-moskee                  |            | Ceuta                  | Ceuta       |             | Moors | De moskee staat ook wel gekend als Abou Abbas Sebti-moskee of Cortadura del Valle-moskee.                       |
| Salt-moskee                                |            | Salt                   | Catalonië   | 2015        |       | Het is de 2de grootse moskee in Catalonië.                                                                      |
| Sidi Embarek Moskee                        |            | Ceuta                  | Ceuta       | 1940        | Moors | Vlak bij de moskee bevindt zich een islamitische begraafplaats.                                                 |
| Tariq ibn Zijad-moskee                     |            | Gibraltar              | Gibraltar   |             | Moors | |